# Paula Kahumbu
Paula Kahumbu là một nhà bảo tồn thiên nhiên hoang dã và là Giám đốc Điều hành của WildlifeDirect. Bà nổi tiếng nhất với vai trò là nhà chiến dịch cho voi và thế giới hoang dã, She is best known as a campaigner for elephants and wildlife, là mũi nhọn của Chiến dịch mang tên Hands Off Our Elephants Campaign, chiến dịch được phát động vào năm 2014 với Đệ Nhất Phu nhân của Kenya Margaret Kenyatta.

## Học vấn và sự nghiệp ban đầu
Kahumbu lớn lên tại Nairobi, Kenya, và tại đó theo học trường tiểu học và trung học cơ sở tại Loreto Convent Msongari. Bà được giáo dục đầu tiên bởi nhà bảo tồn nổi tiếng Richard Leakey. Bà được trao tặng một suất Học bổng của Chính phủ Kenya để học về SInh thái học và Sinh học tại Đại học Bristol. Sau đó bà nhận được bằng Thạc sĩ tại Đại học Florida về Wildlife and Range Science vào năm 1992. Những công tác thực nghiệm và nghiên cứu ban đầu của bà tập trung vào các loài linh trưởng, với luận văn Thạc sĩ của bà viết về các loài khỉ của Khu bảo tồn Quốc gia Linh trưởng Sông Tana.

## Sự nghiệp bảo tồn
Sau khi nhận được tấm bằng Tiến sĩ, Kahumbu quay trở lại Kenya Wildlife Service và dẫn đầu sứ đoàn Kenya tới tham dự Công ước về thương mại quốc tế các loài nguy cấp. Vào năm 2007, Kahumbu trở thành giám đốc điều hành của WildlifeDirect, một tổ chức phi lợi nhuận đồng sáng lập vào năm 2004 bởi người thầy của bà Richard Leakey như là một nền tảng trực tuyến nhằm cung cấp tiếng nói cho các nhà bảo tồn người châu Phi.